# Batalion Śmierci za Wolność
Batalion Śmierci za Wolność (również Bataliony Śmierci za Wolność) – polska młodzieżowa organizacja konspiracyjna działająca w latach 1939–1940 na terenie Torunia. Skupiała młodzież gotową do walki przeciwko Niemcom. Jej liderem był prof. Zygmunt Moczyński.

## Początek działalności
Batalion powstał pod koniec 1939 roku. Dokładna data powstania organizacji jest nieznana. Źródła podają, że Batalion mógł powstać na przełomie października i listopada lub w grudniu 1939 roku. Według relacji Waltera Hoppego, organizację zawiązano w listopadzie, w mieszkaniu przy ul. Wodnej (ob. ul. PCK), na rogu ul. Podgórnej w Toruniu. Prawdopodobnie Batalion mógł być zawiązany w rzeźni, będącej przybudówką majątku rodziny Falkowskich.
Organizacja działała na terenie Torunia. Skupiała młodzież z Gimnazjum Męskiego im. Mikołaja Kopernika, Gimnazjum Żeńskiego im. Królowej Jadwigi i toruńskich zawodówek, gotową do walki przeciwko Niemcom. Wśród członków byli również harcerze i członkowie Przysposobienia Wojskowego. Dokładna liczba członków Batalionu nie jest znana. Zdaniem Konrada Ciechanowskiego organizacja liczyła ok. 200 członków. Krzysztof Komorowski podaje ok. 400 członków.
Liderem organizacji był prof. Zygmunt Moczyński. Prof. Moczyński uchodzi powszechnie za założyciela lub współzałożyciela Batalionu, aczkolwiek według relacji Waltera Hoppego, inicjatorami organizacji byli por. Waldemar Geringer, ppor. rez. Alfons Zaborowski (obaj związani z Komendą Obrońców Polski, KOP) oraz on sam. Prof. Moczyński miał zaś bezpośrednio opiekować się młodzieżą. Ważniejszymi członkami byli ponadto: prefekt ks. Leon Główczewski, pedagogowie Wanda Bukiewicz, Bernard i Wacław Wiśniewscy, uczniowie: Jadwiga Kowalska, Henryk Czyżniewski, Wacław Holc, Alfons Mirecki. Większość z nich również uchodzi za współzałożycieli organizacji.
Według historyk Lidii Smentek, powstanie organizacji miało być odpowiedzią na masowe aresztowanie młodzieży działającej w Przysposobieniu Wojskowym na przełomie września i października 1939 roku.

## Działalność
Organizacja prowadziła działalność propagandową, zwiadowczą, sabotażową, udzielała pomocy rodzinom, których członkowie byli aresztowani i więzieni, oraz jeńcom obozów na Podgórzu i Rudaku. Członkowie mieli za zadanie zrywać plakaty i flagi niemieckie, rozlepiać odezwy do ludności, kolportować prasę podziemną. Wobec wprowadzanego zakazu słuchania radia, członkowie Batalionu mieli również za zadanie potajemnie słuchać wiadomości radiowych z ukrytych odbiorników, a następnie przekazywać je dalej. Organizacja zajmowała się również przygotowywaniem fałszywych dokumentów, sporządzaniem listy renegatów winnych zbrodni na ludności narodowości polskiej lub żydowskiej oraz planowała akcję uwolnienia z więzienia toruńskiego, bądź odbicia z transportu, polskiego oficera Mariana Rydlewskiego. Struktura organizacyjna opierała się na systemie trójkowym: każdy członek wprowadzał trzy nowe zaufane osoby i tylko z nimi mógł kontaktować się osobiście. Układ ten miał zachować działalność organizacji w ścisłej konspiracji. Batalion składał się z trzech oddziałów. W pierwszym znajdowały się osoby dorosłe, w drugim młodzież męska, w trzecim młodzież żeńska. Starsi członkowie próbowali przekonać młodzież, by zrezygnowali z akcji na rzecz rozwinięcia tajnej oświaty.
Batalion współpracował z Grunwaldem i KOP. Zdaniem historyk Krystyny Podlaszewskiej, Batalion w istocie mógł być emanacją KOP. Wydawał gazetę podziemną Za Wolność i Lud (znaną też pod nazwą Za Wolność). Jej nakład wynosił ok. 50-70 egzemplarzy.

## RozbicieBatalionuprzez gestapo, represje
Po zdradzie jednego z redaktorów Za Wolność i Lud, a także w wyniku zbyt małej ostrożności, na początku marca 1940 roku doszło do pierwszych aresztowań członków organizacji. Według wspomnień więźnia Fortu VIII, Alojzego Liegmanna, zdrajcą miał być Bernard Wiśniewski, który przekazał gestapo listę czytelników gazety (Wiśniewskiemu nie udowodniono winy). 4 i 5 marca aresztowano ks. Leona Główczewskiego oraz rodzinę Falkowskich. Prof. Moczyński został zatrzymany dzień później. Aresztowania trwały do kwietnia 1940 roku.
Kilkuset członków Batalionu było przetrzymywanych w Forcie VIII. Według wspomnień Alojzego Liegmanna, w Forcie mogło przebywać ok. 400 osób, oskarżonych przez gestapo o przynależność do Batalionu. Więźniowie byli przetrzymywani i torturowani. Przesłuchiwania odbywały się w siedzibie gestapo przy ul. Bydgoskiej w Toruniu. Gestapo próbowało uzyskać od zatrzymanych informacje dotyczące współpracy Batalionu z ośrodkami konspiracyjnymi w Warszawie. Kwestią sporną pozostaje jednak, czy rzeczywiście doszło do nawiązania współpracy pomiędzy Batalionem a Warszawą. Zdaniem historyk Lidii Smentek, Zygmunt Moczyński jako zaprzysiężony członek KOP musiał współpracować z jej działaczami w Warszawie. Kontakty z centralą ruchu oporu w Warszawie mieli utrzymywać również Alfons Zaborowski i Waldemar Geringer. Śledztwo trwało do września 1940 roku.
Część więźniów wywieziono do obozów koncentracyjnych, inni zginęli w Barbarce i Olku. 91 mężczyzn i chłopców trafiło do KL Sachsenhausen, ponad 30 kobiet i dziewcząt do FKL Ravensbrück. Pobyt w Sachsenhausen przeżył Tadeusz Cieślak, jeden z pierwszych członków Batalionu, zwerbowany przez Waltera Hoppego. Z kolei Walter Hoppe został w lipcu 1940 roku zwolniony z aresztu w Forcie VIII. Przeżył wojnę, ukrywając się przed gestapo pod nazwiskiem Zbigniew Nowosielski. Zarówno Cieślak jak i Hoppe uniknęli śmierci, gdyż gestapo nie wiedziało (lub nie miało pewności), że obaj są związani z Batalionem. 
Pozostałych kilkudziesięciu więźniów przewieziono na dalsze przesłuchania do Bydgoszczy. Stamtąd 9 września 1940 roku 21-osobowa grupa została przewieziona do Pawiaka, gdzie poddano ją dalszym torturom. 17 września 1940 roku Niemcy rozstrzelali w Palmirach 19 więźniów z Bydgoszczy. Wśród nich znaleźli się: lider organizacji Zygmunt Moczyński, nauczycielka z Gimnazjum Królowej Jadwigi Wanda Bukiewicz, siedemnastoletnia uczennica Jadwiga Kowalska ps. „Dziunia”, Alfons Zaborowski. Dwie pozostałe osoby wywieziono do Auschwitz-Birkenau, gdzie zginęły.

## Upamiętnienia
Miejscem upamiętnienia zamordowanych członków Batalionu został Fort VIII. Po II wojnie światowej powstała tam tzw. Ściana Śmierci, gdzie mieszkańcy Torunia i krewni zamordowanych zostawiali znicze pamięci. Więźniów upamiętniają również trzy krzyże przed Fortem VIII, postawione przez Alojzego Liegmanna.